# Danelagh
Danelagh (/ˈdeɪnˌlɔː/; tiếng Anh cổ: Dena lagu; là thuật ngữ trong Biên niên sử Anglo-Saxon phiếm chỉ Northumbria và các thuộc địa của liên minh Danno giai đoạn 865 - 954 mà ngày nay là Nam Scotland và Tây Anh. Theo truyền thống, thực thể này được coi là một trong những thành tố tạo nên Vương quốc Liên hiệp Anh và Ireland về mặt ngôn ngữ và các danh hiệu chính trị - tín ngưỡng liên quan.

## Từ nguyên
Danelagh được ghép bởi hai thành tố /Dane/ (Người Dani) và /Lagh/ (hiến chế), nghĩa là các đối tượng nằm trong phạm vi ảnh hưởng của liên minh Danno.

## Lịch sử
Bắt đầu từ năm 800, các bộ lạc Bắc Âu từ Scandinavia liên tiếp tấn công miền duyên hải Tây Anh, nhưng thường chỉ cướp phá rồi rút. Đến năm 865, với quân số tương đối ít nhưng dưới sự chỉ huy tài tình của vua Ragnarr người Viking, vương quốc Northumbria cường thịnh chính thức bị phân rã, toàn bộ vùng Trung Anh chịu sự cai trị tạm thời của các lực lượng quân sự Viking với nhân sự khá nhỏ.
Trong vòng 10 năm sau, các thuộc địa Trung Anh gồm 15 quận Leicester, York, Nottingham, Derby, Lincoln, Essex, Cambridge, Suffolk, Norfolk, Northampton, Huntingdon, Bedford, Hertford, Middlesex, Buckingham và vương quốc Northumbria được gom chung dưới quyền điều khiển trực tiếp của liên minh Danno (thực thể mà về sau chia thành Đan Mạch, Na Uy, một phần Phổ, Thụy Điển và Ba Lan).
Sự thống trị này được coi là khởi đầu cho thời hoàng kim của văn hóa Anglo-Saxon cùng những chuyến thám hiểm xa hơn về Bắc Cực và Bắc Mỹ, bởi dân Anh trước thời đại Viking nhìn chung thuần mục súc nên không biết chế tạo thuyền vượt biển hàng ngàn dặm. Vì thế, có một thời gian, ô thước kì được thủy quân Anh quốc dùng làm biểu tượng hàng hải.

### Tư liệu
- News Item: BBC Blood of the Vikings
- BBC Viking History Links
- According to Ancient Custom: Research on the possible Origins and Purpose of Thynghowe Sherwood Forest